# Prix François-Deruyts
 (août 2023).
Le prix François-Deruyts est une distinction mathématique décernée tous les quatre ans pour reconnaître les progrès de la géométrie supérieure synthétique ou analytique. Il a été créé en 1902 par l'Académie royale de Belgique, Classe des Sciences, et porte une récompense monétaire. À l'origine, les bénéficiaires devaient être belges, mais actuellement les ressortissants de l'Union européenne sont éligibles.
Le prix est nommé d'après le mathématicien belge François Deruyts (1864-1902).

## Lauréats
Les récipiendaires du prix François-Deruyts sont, :   
- 1906: Modeste Stuyvaert
- 1910: Joseph Fairon
- 1914: Lucien Godeaux
- 1918: Pas de récompense
- 1926: Pas de récompense
- 1930: Roland Deaux
- 1934: Augustin Delgleize
- 1938: Pol Burniat
- 1938: Octave Rozet
- 1942: Pierre Defrise
- 1946: François Jongmans
- 1946: Louis Nollet
- 1950: Léon-Élie Derwidué
- 1954: Guy Hirsch
- 1958: Fernand Backes
- 1962: Paul Dedecker
- 1962: Jacques Tits
- 1966: Pas de récompense
- 1970: Joseph Thas
- 1974: Pierre Deligne
- 1978: Michel Cahen
- 1982: Francis Buekenhout
- 1986: Pierre Lecomte
- 1990: Luc Haine
- 1994: Luc Lemaire
- 1998: Simone Gutt
- 2002: Yves Félix
- 2006: Frédéric Bourgeois
- 2010: Lorenz Johannes Schwachhöfer
- 2014: Pascal Lambrechts
- 2018: Dimitri Leemans
- 2022: Eva Miranda